# Arnaldo Coen
Arnaldo Coen (Ciudad de México, 10 de junio de 1940) es un artista plástico mexicano. 
Perteneciente a la Generación de la Ruptura.  Recibió el Premio Nacional de Ciencias y Artes por "su obra ligada a la pintura, la investigación del espacio, la música y la teoría del arte contemporáneo, que le ha permitido innovar e influir en diversas generaciones". Entre otros reconocimientos a su trayectoria, fue becado por el Gobierno Francés, y fue nombrado Miembro de número de la Academia de Artes y miembro Titular del Seminario de Cultura Mexicana.  Actualmente está casado con la galerista mexicana María de Lourdes Sosa.
Ha expuesto en forma individual en la Sala Nacional del Palacio de Bellas Artes y el Museo de Arte Moderno en México, entre muchos otros museos y galerías de cuatro continentes.  
Sobre su obra han escrito importantes críticos de arte y escritores como Octavio Paz, Raquel Tibol, Carlos Monsiváis, Juan García Ponce, Salvador Elizondo, Teresa del Conde, Sigrunn Paas, Josephine Siller, entre muchos otros.

## Vida y trayectoria
Nace el 10 de junio de 1940 en la Ciudad de México. Su madre fue cantante de ópera y su padre musicólogo, por lo que la música ha estado cercana en su vida. Conoce desde muy joven, a los 16 años, a Diego Rivera, quien le aconseja seguir pintando e investigando sin estudiar en escuelas de arte. De 1957 a 1962 estudia y trabaja en diseño gráfico con Gordon Jones. Trabajó en el taller de Laurence Calgagno (1959-1960) y comenzó a experimentar en el expresionismo abstracto. Sin embargo en su primera exposición individual (1963) presentó expresionismo figurativo y posteriormente (1964) incursionó en el expresionismo fantástico. Fue becado por el Gobierno Francés en 1967. Fue miembro fundador del Salón Independiente (1968). En su desarrollo artístico comenzó a trabajar con pinturas objeto y con escultura, utilizando como tema principal el torso femenino con diferentes tratamientos. Además de la pintura ha realizado "environments", escenografías y vestuarios para obras de teatro y danza. 
Ha realizado importantes exposiciones en diferentes ciudades de Europa, Estados Unidos, Latinoamérica, India y Japón. En México ha expuesto en la Sala Nacional del Palacio de Bellas Artes y en el Museo de Arte Moderno entre otros.
Comenzó a trabajar murales con su obra El hombre ante el espejo de la violencia (Feria de Osaka, Japón, 1969), y en 1972 realizó uno en el Centro Cultural de Guadalajara. Ese año realizó la Vela de la expedición de la Balsa Alcalli en las Palmas, Islas Canarias. Hizo un mural efímero con una instalación y una acción en 1986 en la Kunst Hause en Hamburgo, Alemania. Fue cocreador conceptual y realizador junto con Gelsen Gas y Juan José Gurrola de la “intervención, acción y filmación” de Robarte el arte en 1972, en la Documenta 5, Kassel, Alemania. De 1972 a 1974 trabajó con la técnica hard edge. En 1974 surgió “Mutaciones”, obra basada en paisajes realizados alrededor de los exagramas del I Ching. A partir de las ideas y conceptos derivados de esa exposición, de 1975 a 1981 realizó libros-objeto ("Mutaciones"; "Transmutaciones"; "Jaula: partitura gráfico-musical homenaje a John Cage", con la intervención del músico Mario Lavista; e "Incubaciones", con la participación del poeta Francisco Serrano.)  
En 1975, la exposición titulada “Sin saber que existías y sin poderte explicar”, fue un trabajo de investigación y experimentación interdsiplinaria, que consistió de objetos e instalaciones rescatados del centro de la Ciudad de México con la colaboración del arquitecto Eduardo Terrazas. Esa idea posteriormente se exhibiría en el museo de la Alhóndiga de Granaditas en Guanajuato, sobre la Carta de los Derechos y los Deberes para la visita del Club de Roma.
Fue uno de los artistas invitados para diseñar la nueva capital de Tanzania, Dodoma (1977-1978). A su regreso a México hizo, en torno a la idea de “tradición en el concepto y contemporaneidad en la forma”, el proyecto “CUBO 2000” (1980-1981). En 1986 tuvo una exposición en el Museo de Arte Moderno y la publicación de un libro con Octavio Paz. En 1990 tuvo una exhibición de obras de gran formato titulada “Versiones y perversiones” en la Sala Nacional del Palacio de Bellas Artes, y posteriormente en el Centro Cultural de México en París y en la Galería Claude Lemand en 1991-1992. 
Su obra se exhibe y se encuentra en el acervo de diferentes museos en México como el Museo de Arte Moderno, el Museo Universitario de Arte Contemporáneo, el Museo de Arte Abstracto Felguérez, el Museo Rafael Coronel, los Museos de la Secretaría de Hacienda y Crédito Público, la Secretaría de Relaciones Exteriores, el Museo Carrillo Gil, el Centro Cultural Universitario Tlatelolco, entre otros. Ha realizado exposiciones en diferentes ciudades de Europa, Estados Unidos, Latinoamérica, India y Japón. Es miembro de número de la Academia de Artes y titular del Seminario de Cultura Mexicana. Han escrito sobre su obra personajes del medio artístico cultural, críticos, periodistas y literatos como: Margarita Nelken, Javier Moyssen, Luis Cardoza y Aragón, Juan García Ponce, Salvador Elizondo, Álvaro Mutis, Luis Carlos Emerich, Juan Bruce Novoa, Sigrum Pass, Jorge Alberto Manrique, Teresa del Conde, Antonio Rodríguez, Rafael Tovar y de Teresa, Guillermo Tovar de Teresa, Guillermo Sheridan, Gerardo Estrada, Eduardo Matos Moctezuma, Federico Campbell, José Manuel Springer, Santiago Espinoza de los Monteros y Carlos Monsiváis.

## Obra
A lo largo de su trayectoria la obra de Coen ha pasado por varios procesos de experimentación e investigación geométrica, espacial y temporal, a veces interdisciplinaria. En su estilo artístico son temas constantes la presencia del cuerpo femenino y lo erótico, lo onírico, las tensiones entre lo geométrico y lo orgánico, la memoria visual y el tiempo, así como los procesos de transformación en torno a las formas, su repetición y el dinamismo.

## Premios y distinciones
- 1967. Beca de Trabajo del gobierno Francés. París, Francia.
- 1980. Premio II Bienal Iberoamericana de Arte. Museo de Arte Carrillo Gil. México, D.F.
- 1992. Beca del Fonca. México, D.F.
- 1994. Sistema Nacional de Creadores (SNC). México, D.F.
- 1996. Medalla Goya. Instituto Cultural Domecq. México, D.F.
- 2000. Conaculta. México, D.F. Miembro de número de la Academia de Artes
- 2006. SNC. México, D.F.

## Exposiciones individuales (selección)
- 1963. “De los Conventos a la ópera”. Galería Mer Kup, México, D. F.
- 1964. “Presencias”. Galería Juan Martín, México, D. F.
- 1967. “Space Wounds”. The Union Courts Gallery, San Francisco Ca. E.U.A.
- 1969. “Torsos”. Galería Juan Martín, México, D.F.
- 1972. “Color al desnudo”. Club de Industriales, México, D.F.
- 1974. “Mutaciones I”. Galería Juan Martín, México, D.F.
- 1975. “Arnaldo Coen”. Galería Alexis, Caracas,Venezuela
- 1976. “Mutaciones II”. Galería Juan Martín, México, D.F. y Galería Alianza, Jalapa, Ver. México.
- 1977. “Proyecto Urbano Nueva Capital”. Dodoma, Tanzania, África.
- 1979. “Mutaciones III”. Galería Juan Martín, México, D.F.
- 1986. “A la Orilla del Tiempo”. Museo de Arte Moderno, México, D.F.
- 1990. “Versiones y Perversiones”. Museo del Palacio de Bellas Artes. Sala Nacional, México, D.F.
- 1995. “Premoniciones”. Galería del Polyforum Siqueiros, México, D.F.
- 2000. “Cada Silencio”. Museo de la Estampa, México, D.F.
- 2004. “Espacios Invisibles”. Space Joseph Guinovart. Agramunt (Lleida), España.

## Exposiciones colectivas (selección)
- 1962. “Infiernos y Paraísos”. Galería C.D.I. México, D. F.
- 1965. “Salón Esso”. Museo de Arte Moderno, México, D.F.
- 1966. “Confrontación 66”. Palacio de Bellas Artes, México, D.F.
- 1967. “Expo 67”. Pabellón de México, Montreal, Quebec, Canadá.
- 1968. “Primer Salón Independiente”. Museo Isidro Fabela, México, D.F.
- 1969. “Segundo Salón Independiente”. Museo de Ciencias y Arte, UNAM. México, D.F.
- 1970. “Expo 70”. Pabellón de México, Osaka Japón (Realización de Murales).
- 1972. “Tercer Salón Independiente”. Galería Pecanins, Barcelona, España
- 1975. “Primera Bienal”. Museo de la Alhóndiga, Guanajuato, México
- 1980. “Art Expowest”. Los Ángeles Convention Center, Los Ángeles Ca. EUA.
- 1982. “Pintores Mexicanos Surgidos en el III Cuarto del Siglo XX”. Festival Internacional Cervantino, Museo de la Alhóndiga de Granaditas, Guanajuato, Gto. México.
- 1983. “Homenaje a Juan García Ponce”. Galería del Aeropuerto de la Ciudad de México, D.F.
- 1984. “Diecinueve Pintores Mexicanos”. Espacio Latinoamericano de París, Francia.
- 1986. “Mural Efímero”. Kunstferien, Hamburgo, Alemania. (Realización de Murales).
- 1987. “Octavio Paz, Los Privilegios de la Vista”. Centro Cultural de Arte Contemporáneo, México, D.F.
- 1991. “The Contemporary Masters”. Galería Iturbide, Los Ángeles Ca., EUA.
- 1993. “Transición y Ruptura”. Europalia, Galería Noortman, Maastricht, Holanda. Galería Gary Nader, Miami, Florida, EUA.
- 1996. “Autorretrato en México, Años 90”. Museo Arte Moderno, México, D.F.
- 1998.“Generación Ruptura”. Galería de Arte Landucci, México, D.F.
- 2002. “Ruptura”. Mana Cultura Internacional. Ciudad de México.
- 2005. “Museo de Arte Abstracto Manuel Felguérez”. Zacatecas